# Монреал (езеро)
Езерото Монреал (на английски: Montreal Lake) е 12-о по големина езеро в провинция Саскачеван. Площта му, заедно с островите в него е 454 км2, която му отрежда 107-о място сред езерата на Канада. Площта само на водното огледало без островите е 447 км2. Надморската височина на водата е 490 м.
Езерото се намира в централната част на провинция Саскачеван, на около 52 км югозападно от езерото Ла Ронж.
Монреал има слабо разчленена брегова линия в сравнение с други канадски езера, с малко заливи, полуострови и острови с площ от 7 км2, като най-големият от тях Фергюсън се намира в южната част на езерото.
В езерото се вливат множество малки реки. От северния ъгъл на езерото изтича река Монреал, която се влива в езерото Ла Ронж.
На брега на езерото има две малки селища – Монреал Лейк, на южното крайбрежие и Тимбър Бей, на източното.
Покрай източния бряг на езерото преминава провинциално шосе № 969, а недалеч от западното – шосе № 2.